# Banato de Macsó
El Banato de Macsó o Banato de Mačva (en húngaro: macsói bánság, en serbio: Мачванска бановина, romanizado: Mačvanska banovina) fue una división administrativa (banato) del Reino medieval de Hungría, en la actual Serbia.

## Historia
La región de Mačva o Macsó quedó bajo administración húngara poco después de la muerte del emperador bizantino Manuel I Comneno (1180), pero fue devuelta al emperador Isaac II Ángelo tras la firma de la alianza bizantino-húngara (1185). Fue recuperada por los húngaros (c. 1200) y posteriormente administrada como parte del dominio feudal del duque Juan Ángelo de Sirmia. Durante ese tiempo, la región de Mačva también se conocía como la Baja Sirmia (en latín: Sirmia ulterior).
Rostislav Mijaílovich fue mencionado entre los dignatarios de Bela IV como ban de Eslavonia en 1247, y a partir de 1254 fue mencionado como duque de Macsó (en latín: dux de Macho).  Esta fue la primera mención del Banato de Macsó. El banato recibió su nombre de una ciudad llamada Macsó (Mačva o Macho), pero la ubicación de este asentamiento no se ha establecido con claridad en la época moderna. Se sospecha que la ciudad existía a pocos kilómetros río abajo de la actual Šabac.
El Banato de Macsó estuvo gobernado por varios banes poderosos. En el siglo XIII, Bela de Macsó (nieto del rey Bela IV e hijo de Rostislav Mijaílovich) gobernó el Banato de Macsó, así como Usora y Soli (zonas al otro lado del río Drina, en la actual noreste de Bosnia).
Macsó pronto se convirtió en un foco de discordia entre el Reino de Hungría y el Reino de Serbia. El rey Esteban Uroš I de Serbia intentó conquistarla en 1268, pero fue derrotado y capturado por los húngaros. En 1284, el rey Esteban Dragutin de Serbia , hijo de Uroš I, se casó con Catalina de Hungría y recibió Macsó del rey Ladislao IV de Hungría.

## Era arpadiana tardía
La expansión húngara en los Balcanes se vio interrumpida por la invasión mongola. El dominio húngaro en Cumania cesó, pero el Banato de Severin permaneció. La región de los Balcanes no se convirtió en el foco de la política exterior húngara hasta después de 1246-1247. La confusión temporal se resolvió, y el ducado continuó existiendo durante casi cuarenta años tras la invasión mongola. Tras la muerte de Esteban V, el fortalecimiento del carácter defensivo parece haber sido decisivo, y se establecieron seis nuevos feudos entre Croacia y el Banato de Severin. Durante el interregno tras la muerte de Andrés III, la brecha de poder permitió que búlgaros y serbios se convirtieran en los gobernantes de la región, y los valacos, que estaban en proceso de convertirse en una nacionalidad, se convirtieran en los gobernantes.

## Era post-arpadiana
Tras el colapso del poder central en el Reino de Hungría, Esteban Dragutin gobernó un reino independiente con sede en Macsó, que también incluía las regiones de Usora y Soli en el norte de Bosnia, así como Belgrado, Rudnik y Braničevo. Este reino se conocía como el Reino de Sirmia (Srem) y Esteban Dragutin lo gobernó hasta su muerte en 1316.
Macsó permaneció en manos del hijo de Dragutin, Esteban Vladislao II, hasta 1319. La parte norte de la región a lo largo del río Sava fue capturada por el rey Carlos I de Hungría, mientras que la parte sur permaneció firmemente bajo administración serbia.
En el siglo XIV, los banes de la familia Garai (Pablo I Garai, Nicolás I Garai y su hijo Nicolás II Garai) expandieron su dominio no sólo a Bosnia sino también a la Alta Sirmia y este último también se convirtió en el ban de Eslavonia y Croacia, que también eran partes del Reino de Hungría en ese momento.
En la década de 1370, fue conquistada por el príncipe serbio Lazar, quien entre 1377 y 1378 donó varias aldeas de Macsó a su recién fundado monasterio de Ravanica. El hijo de Lazar, el déspota Esteban Lazarević, recibió oficialmente la posesión de Macsó del rey Segismundo de Hungría en 1403 como vasallo del gobernante húngaro. El territorio regresó a Hungría tras la muerte de Lazarević (1427). Los banes húngaros de Macsó también existieron durante este período, pero solo como titulares, y el título de ban se otorgaba generalmente a los ispáns (condes) de los condados meridionales del Reino de Hungría.
El territorio fue conquistado por los otomanos alrededor de 1459, tras la caída del Despotado de Serbia. La región fue recuperada por el Reino de Hungría en 1476, cuando se tomó la fortaleza de Zaslon (actual Šabac). A finales del siglo XV, el título de ban fue transferido a los comandantes de Belgrado, creando así el Banato de Belgrado, que existió hasta la conquista otomana definitiva de Belgrado y Šabac en 1521.

## Divisiones administrativas
Según el Tratado de Tata de 1426 Macsó quedó dividido en varios distritos:
- Bitva (Bytthwa),
- Gornja and Donja Obna (Felsewatna and Alsowatna),
- Rađevina (Radio, Ragy),
- Nepričava (Neprichow),
- Ljig (Ligh),
- Kolubara (Collubara),
- Ub (Ubmelek),
- Tamnava (Tamlavamelek),
- Rabas,
- Pepeljevac,
- Debrc,
- Beljin,
- Toplica y
- Castillo de Bela Stena, cerca de Valjevo.

## Población
La población era mayoritariamente serbia y ortodoxa, como se ve en una carta del papa Gregorio IX que data de 1229, donde el papa había ordenado al arzobispo de Kalocsa convertir a los eslavos ortodoxos de la Baja Sirmia al rito romano.

## Banes de Macsó
| Periodo   | Titular                  | Monarca                                        | Notas |
| --------- | ------------------------ | ---------------------------------------------- | --- |
| 1254-1262 | Rostislav                | Bela IV                                        | «dominus de Machou»; yerno del rey Bela IV; podría haber estado en el cargo desde 1247 |
| 1262-1272 | Bela                     | Bela IV Esteban V                              | «dux de Machou»; hijo de Rostislav; asesinado en 1272 |
| 1272-1273 | Rolando                  | Ladislao IV                                    | gens Rátót; primer ban; también nádor de Hungría (1272–1273) |
| 1273      | Egidio                   | Ladislao IV                                    | primer gobierno; gens Monoszló; también fue ban de Bosnia (1273) |
| 1273      | Juan                     | Ladislao IV                                    | |
| 1273      | Egidio                   | Ladislao IV                                    | segundo gobierno; gens Monoszló; también fue ban de Bosnia (1273) |
| 1275 (?)  | Alberto                  | Ladislao IV                                    | gens Ákos; sólo una carta no auténtica se refiere a él como ban |
| 1279      | Ugrin                    | Ladislao IV                                    | «banus et dominus»; gens Csák; también maestre del tesoro (1277–1279) y ban de Bosnia (1279) |
| 1279-1284 | Isabel la Cumana         | Ladislao IV                                    | «ducissa de Machou [et de Bozna]»; widow of king Stephen V |
| 1284-1316 | Esteban Dragutin         | Ladislao IV Andrés III Wenceslao Otón Carlos I | vasallo del monarca húngaro como rey de Sirmia; anteriormente fue rey de Serbia (1276-1282) |
| 1316-1317 | Esteban Vladislav II     | Carlos I                                       | rey de Sirmia |
| 1317–1319 | Esteban Milutin          | Esteban Milutin                                | rey de Serbia; Mačva bajo el dominio serbio |
| 1320-1328 | Pablo Garai              | Carlos I                                       | El dominio húngaro fue restaurado en 1319; también ispán de los condados de Bodrog, Valkó (1320-1328) y Sirmia (1323-1328); castellano de Kőszeg |
| 1328-1334 | Juan Alsáni              | Carlos I                                       | También ispán de los condados de Baranya, Bodrog, Sirmia, Valkó (1328-1334) y Bács (1333-1334) |
| 1335-1339 | Nicolás Ostffy           | Carlos I                                       | también ispán de los condados de Bács, Baranya, Bodrog , Sirmia y Valkó |
| 1340-1353 | Domingo Ostffy           | Carlos I Luis I                                | hermano de Nicolás Ostffy; También ispán de los condados de Bács, Baranya, Sirmia, Valkó y Veszprém |
| 1353-1354 | Andrés Lackfi            | Luis I                                         | También ispán de los condados de Bács, Baranya, Sirmia y Valkó |
| 1354-1359 | Nicolás Csák             | Luis I                                         | hijo de Ugrin Csák |
| 1359-1375 | Nicolás I Garai          | Luis I                                         | También ispán de los condados de Bács, Baranya, Bodrog, Sirmia y Valkó |
| 1375-1381 | Juan Horvat              | Luis I                                         | primer gobierno; También ispán de los condados de Bács, Baranya, Bodrog, Sirmia y Valkó |
| 1381-1382 | Pablo Liszkói            | Luis I                                         | También ispán de los condados de Bács, Baranya, Bodrog, Sirmia y Valkó |
| 1382-1385 | Esteban Kórógyi          | María I                                        | primer gobierno; También ispán de los condados de Bács, Baranya, Bodrog, Sirmia y Valkó |
| 1385-1386 | Juan Horvat              | María I Carlos II                              | segundo gobierno; conspiró contra María; también ispán de los condados de Bács, Baranya, Bodrog, Sirmia y Valkó; Autoproclamado ban y regente del anti-rey Ladislao I de Nápoles hasta 1387 |
| 1386-1387 | Juan Bánfi de Alsólendva | María I                                        | También ispán de los condados de Bács, Baranya, Bodrog, Sirmia y Valkó |
| 1387-1390 | Nicolás II Garai         | Segismundo                                     | primer gobierno; hijo de Nicolás I Garai; También ispán de los condados de Bács, Baranya, Bodrog, Sirmia, Valkó (1387-1390) y Virovitica (1388) |
| 1390-1392 | Esteban Losonci          | Segismundo                                     | También señor de los condados de Bács, Baranya, Bodrog, Sirmia, Valkó (1390-1392) y Bereg (1391) |
| 1392-1393 | Jorge Lackfi             | Segismundo                                     | También ispán de los condados de Bács, Baranya, Bodrog, Sirmia y Valkó |
| 1393-1394 | Nicolás II Garai         | Segismundo                                     | segundo gobierno; También ispán de los condados de Bács, Baranya, Bodrog, Sirmia y Valkó |
| 1394-1397 | Nicolás Treutel          | Segismundo                                     | También ispán de los condados de Bács, Baranya, Bodrog, Sirmia y Valkó |
| 1394-1397 | Esteban Kórógyi          | Segismundo                                     | segundo gobierno; También ispán de los condados de Bács, Baranya, Bodrog, Sirmia y Valkó |
| 1397      | Pedro Perényi            | Segismundo                                     | primer gobierno; También señor de los condados de Bács, Baranya, Bodrog, Sirmia, Valkó y Zemplén |
| 1397      | Juan Maróti              | Segismundo                                     | primer gobierno; También ispán de los condados de Bács, Baranya, Bodrog, Sirmia y Valkó |
| 1397-1400 | Francisco Bebek          | Segismundo                                     | junto con Juan Maróti (1398-1402); También ispán de los condados de Bács, Baranya, Bodrog, Sirmia y Valkó |
| 1398-1402 | Juan Maróti              | Segismundo                                     | segundo gobierno; junto con Francisco Bebek (1397-1400) y con Pedro Perényi (1400-1401); También ispán de los condados de Bács, Baranya, Bodrog, Sirmia, Tolna y Valkó |
| 1400–1401 | Pedro Perényi            | Segismundo                                     | segundo gobierno; junto con Juan Maróti (1398-1402); También ispán de los condados de Bács, Baranya, Bodrog, Sirmia y Valkó |
| 1402      | Esteban Ludányi          | Segismundo                                     | junto con su hermano, Tomás Ludányi; También ispán de los condados de Bács, Baranya, Bodrog, Sirmia y Valkó |
| 1402      | Tomás Ludányi            | Segismundo                                     | primer gobierno; junto con su hermano, Esteban Ludányi; también obispo de Eger (1400–1403); También ispán de los condados de Bács, Baranya, Bodrog, Sirmia y Valkó |
| 1402-1403 | Ladislao Újlaki          | Segismundo                                     | primer gobierno; junto con Juan Maróti (1402-1410); También ispán de los condados de Bács, Baranya, Bodrog, Sirmia, Tolna y Valkó |
| 1402-1410 | Juan Maróti              | Segismundo                                     | tercera regla; junto con Ladislao Újlaki (1402-1403); También ispán de los condados de Bács, Baranya, Bodrog, Sirmia, Tolna y Valkó |
| 1403      | Tomás Ludányi            | Segismundo                                     | segundo gobierno; también obispo de Eger (1400-1403); ban del anti-rey Ladislao de Nápoles |
| 1410-1418 | Ladislao Újlaki          | Segismundo                                     | segundo gobierno; junto con su hermano, Emerico Újlaki; También ispán de los condados de Bács, Baranya, Bodrog, Sirmia, Tolna y Valkó |
| 1410-1418 | Emerico Újlaki           | Segismundo                                     | junto con su hermano, Ladislao Újlaki; También señor de los condados de Bács, Baranya, Bodrog, Sirmia, Tolna y Valkó |
| 1419-1427 | Desiderio Garai          | Segismundo                                     | primer gobierno; También ispán de los condados de Bács, Baranya, Bodrog, Sirmia, Tolna y Valkó |
| 1427-1428 | Juan Maróti              | Segismundo                                     | cuarto gobierno; junto con Pedro Cseh de Léva (1427-1431); También ispán de los condados de Bács, Baranya, Bodrog, Sirmia, Tolna y Valkó |
| 1427-1431 | Pedro Cseh de Léva       | Segismundo                                     | junto con Juan Maróti (1427-1428) y con Esteban Újlaki (1429-1430); También ispán de los condados de Bács, Baranya, Bars, Bodrog, Sirmia, Tolna y Valkó |
| 1429-1430 | Esteban Újlaki           | Segismundo                                     | hijo de Ladislao Újlaki; junto con Pedro Cseh de Léva (1427-1431); También ispán de los condados de Bács, Baranya, Bodrog, Sirmia, Tolna y Valkó |
| 1431-1441 | Ladislao Garai           | Segismundo Alberto Vladislao I Ladislao V      | primer gobierno; hijo de Nicolás II Garai; junto con Desiderio Garai (1431-1438); también ispán de los condados de Bács, Baranya, Bodrog, Fejér, Sirmia, Tolna y Valkó; como partidario de Isabel de Luxemburgo, depuesta por Vladislao I en 1441 |
| 1431-1438 | Desiderio Garai          | Segismundo Alberto                             | segundo gobierno; junto con Ladislao Garai (1431-1441); También ispán de los condados de Bács, Baranya, Bodrog, Sirmia, Tolna y Valkó |
| 1438-1477 | Nicolás Újlaki           | Alberto Vladislao I Ladislao V Matías I        | primer gobierno; hijo de Ladislao de Újlaki; junto con Ladislao Garai (1431-1441), con Ladislao Maróti (1441-1443), con Emerico Hédervári (1442-1445), con Ladislao Garai (1445-1447), con Esteban Bebek (1447-1448), con Juan Kórógyi (1447-1456), con Pablo Herceg de Szekcső (1456), con Miguel Szilágyi (1456-1458) et al.; también ispán de los condados de Bács, Baranya, Bodrog, Sirmia, Tolna, Valkó (1438-1458), Fejér (1440-1448), Csanád, Csongrád, Temes (1441-1446) y Somogy (1446-1458); También voivoda de Transilvania (1441-1458, 1459-1472) y capitán de Belgrado (1441-1458), conde de los sículos (1441-1446), ban de Severin (1445-1446), ban de Eslavonia (1457-1466) y rey de Bosnia (1472-1477) |
| 1441-1443 | Ladislao Maróti          | Vladislao I Ladislao V                         | hijo de Juan Maróti; junto con Nicolás Újlaki (1438-1458); también ispán de los condados de Arad, Békés y Zaránd |
| 1442-1445 | Emerico Hédervári        | Vladislao I Ladislao V                         | junto con Nicolás Újlaki (1438-1458) y con Ladislao Maróti (1441-1443) |
| 1445-1447 | Ladislao Garai           | Ladislao V                                     | Segundo gobierno; junto con Nicolás Újlaki (1438-1458); nombrado nádor de Hungría |
| 1447-1448 | Esteban Bebek            | Ladislao V                                     | junto con Nicolás Újlaki (1438-1458) y con Juan Kórógyi (1447-1456) |
| 1447-1456 | Juan Kórógyi             | Ladislao V                                     | nieto de Esteban Kórógyi; junto con Nicolás Újlaki (1438-1458) y con Esteban Bebek (1447-1448); también župan de los condados de Požega (1450-1456) y Vrbas (1453-1456) |
| 1456      | Pablo Herceg de Szekcső  | Ladislao V                                     | junto con Nicolás Újlaki (1438–1458) |
| 1456-1458 | Miguel Szilágyi          | Ladislao V Matías I                            | primer gobierno; junto con Nicolás Újlaki (1438-1458); también capitán de Belgrado (1456-1458); regente en 1458 |
| 1458-1459 | Nicolás Dombai           | Matías I                                       | |
| 1458-1459 | Pedro Szokoli            | Matías I                                       | primer gobierno |